# انریکه گاویولا
 انریکه گاویولا (انگلیسی: Enrique Gaviola؛ زاده ۳۱ اوت ۱۹۰۰ درگذشته ۷ اوت ۱۹۸۹) یک دانشمند بود. 